# Friedrich Oetker (Politiker)

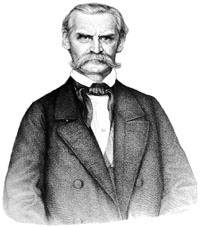
Friedrich Oetker

Friedrich Oetker (* 9. April 1809 in Rehren; † 17. Februar 1881 in Berlin) war ein deutscher liberaler Publizist und Politiker.

## Ausbildung und frühes Leben
Friedrich Oetker stammte aus einer ländlichen Familie. Sein Vater Christian Oetker (1775–1847) war Landwirt, Böttcher und Besitzer einer Mühle. Friedrich war der Bruder des Politikers Carl Oetker. Nach dem Abschluss des Gymnasiums in Rinteln begann er 1831 ein Studium der Rechtswissenschaften an der Universität Marburg, wo er auch Mitglied des Corps Schaumburgia wurde. Anschließend war er ab 1837 als Obergerichtsanwalt in Kassel tätig. Daneben war er im gesellschaftlichen Leben der Stadt und nebenberuflich als Autor aktiv. Zusammen mit Franz Dingelstedt veröffentlichte er Gedichte und Feuilletonbeiträge für Zeitschriften und besuchte den Kasseler Literaturzirkel Stiftshütte (Kassel). Im Jahr 1847 erschien seine erste politische Flugschrift über die deutsch-katholische Frage.

## Liberaler Publizist
Unmittelbar nach Beginn der Märzrevolution 1848 gründete Oetker die Neue Hessische Zeitung. Kurze Zeit später wurde sie nach der Vereinigung mit dem Neuen Verfassungsfreund aus Marburg zum führenden Blatt der Liberalen in Kurhessen. Die Zeitung wurde Sprachrohr der von Bernhard Eberhard und Karl Wilhelm Wippermann geführten Märzregierung in Kurhessen. Durch die Neuwahl der Abgeordneten der Städte aus dem Gebiet Schaumburg kam Oetker in die Ständeversammlung. In dieser stellte er im Dezember 1848 einen weit reichenden Antrag zur Liberalisierung der Landesverfassung. Durch seine chronische Heiserkeit am Reden im Parlament gehindert, war Oetker weiterhin vorwiegend publizistisch tätig.

## Kurhessischer Verfassungskonflikt und Exil
In seiner Zeitung bekämpfte er während des kurhessischen Verfassungskonflikts die seit Frühjahr 1850 bestehende reaktionäre Regierung unter Innenminister Ludwig Hassenpflug. Zeitweise wurde das Erscheinen seiner Zeitung behindert. Er selbst wurde für einige Zeit verhaftet und ging ins Exil. Er lebte unter anderem in Braunschweig, auf Helgoland sowie in Belgien. Aus den Erfahrungen hervorgegangen sind ein Buch über Helgoland (1855) und die 1876 erschienenen Belgischen Studien.

## Kampf um die Wiedereinsetzung der Verfassung
Oetker kehrte 1859 nach Kassel zurück und gründete die Hessische Morgenzeitung. Seit 1860 war er deren alleiniger Herausgeber. Mit diesem Blatt hatte er entscheidenden Anteil daran, dass die hessische Verfassungsfrage wieder auf die politische Tagesordnung kam. Dazu trug nicht zuletzt auch der Deutsche Nationalverein bei, in dessen leitendem Ausschuss Oetker saß. Versuche, die neue Verfassungsbewegung durch Zensur zu behindern, wurden durch den Druck von Flugblättern umgangen. Der Versuch, Oetker und die Verfassungsbefürworter juristisch aufzuhalten, scheiterte, stattdessen nutzten diese verschiedene Strafprozesse publizistisch für sich aus. Im Jahr 1861 initiierten Oetker und seine politischen Freunde die so genannte „Riesenpetition.“ In deren Verlauf kamen in wenigen Tagen 15.000 Unterschriften zusammen.
Letztlich erzwang ein von Preußen und Österreich beantragter Beschluss des Deutschen Bundestages 1862 die neuerliche Inkraftsetzung der Verfassung von 1831 in Kurhessen. Darin inbegriffen war das demokratische Wahlgesetz von 1849. 1848 war er Mitglied des Vorparlaments.

## Preußische Okkupation
Oetker wurde erneut Mitglied des kurhessischen Landesparlamentes. In Übereinstimmung mit dem Nationalverein vertrat er gegen die Mehrheit in der Schleswig-Holstein-Frage die preußische Position. Im Zusammenhang mit dem Deutschen Krieg von 1866 hatte er zwar versucht, für die kurhessische Eigenständigkeit einzutreten, sah sich aber durch die Tatsachen gezwungen, mit anderen Abgeordneten die „Totengräber-Adresse“ zu unterzeichnen und die preußische Annexion anzuerkennen. Die Folge waren scharfe Angriffe gegen ihn. Der Versuch, eine Reichspartei zu gründen, scheiterte.
In der Folge schloss er sich der Nationalliberalen Partei an. Er wurde Mitglied des Preußischen Abgeordnetenhauses, dem er von 1867 bis zu seinem Tode 1881 angehörte. Von 1867 bis 1870 vertrat er den Wahlkreis Hofgeismar-Wolfhagen. Von 1867 bis 1870 vertrat er als Abgeordneter den Wahlkreis Regierungsbezirk Kassel 1 (Rinteln – Hofgeismar – Wolfhagen) (er wurde auch im Reichstagswahlkreis Regierungsbezirk Kassel 2 gewählt, nahm dieses Mandat aber nicht an) im Reichstag des Norddeutschen Bundes und von 1871 bis zu seinem Tode 1881 im Reichstag. Er trat allerdings politisch nicht mehr nennenswert hervor.

## Gesellschaftliches Engagement
Wie sein Bruder Carl engagierte sich Friedrich Oetker für evangelische Organisationen. Unter anderem geht die Gründung des Diakonissenhauses in Kassel maßgeblich auf ihn zurück. Auch die Gründung der Stadtbibliothek wurde von Oetker maßgeblich finanziert.
Im Jahr 1862 wurde Oetker zum Ehrenbürger von Kassel, Schmalkalden, Witzenhausen, Rinteln und weiteren Städten ernannt.

## Schriften (Auswahl)
- Helgoland. Schilderungen und Erörterungen. Duncker, Berlin 1855; Auerbach, Stuttgart 1878 (Digitalisat).
- Zur Geschichte der kurhessischen Verfassungswirren. Hermann, Frankfurt a. M. 1859 (Digitalisat).
- Belgische Studien. Schilderungen und Erörterungen. Querbach, Stuttgart 1876 (Digitalisat).
- Lebenserinnerungen. 3 Bände. Auerbach, Stuttgart/Kassel 1877–1885 (Digitalisat Band 1), (Band 2), (Band 3).
- Aus dem norddeutschen Bauernleben. Schildereien. Paetel, Berlin 1880 (Digitalisat).